# Janotia
Janotia là một chi thực vật có hoa trong họ Thiến thảo (Rubiaceae).

## Loài
Chi Janotia gồm các loài: